# Zenarchopterus pappenheimi
Zenarchopterus pappenheimi is een  straalvinnige vissensoort uit de familie van halfsnavelbekken (Hemiramphidae). De wetenschappelijke naam van de soort is voor het eerst geldig gepubliceerd in 1926 door Mohr.
De soort staat op de Rode Lijst van de IUCN als Onzeker, beoordelingsjaar 2009.